# DKW F 10
Der DKW F 10 war ein Auto, das 1949/50 in kleiner Stückzahl von der Auto Union GmbH angeboten wurde.

## Modellgeschichte
Vergleichsweise viele DKW Frontwagen hatten die Wirren des Zweiten Weltkriegs überdauert, hauptsächlich deswegen, weil die Wehrmacht diese Wagen nicht einzog, da sie für den harten Kriegseinsatz als zu schwach dimensioniert angesehen wurden. Die kunstlederbespannten Sperrholzkarosserien dieser Wagen waren andererseits nicht sehr dauerhaft. Daher bot die Stuttgarter Firma Baur Karosserie- und Fahrzeugbau ab 1948 neue Karosserien an, die für den Wiederaufbau von Vorkriegswagen verwendet werden sollten.
Neue DKW-Wagen gab es zu dieser Zeit in den Westzonen noch nicht, denn die Werke der Auto Union lagen jetzt in der Sowjetischen Besatzungszone, wo das letzte Vorkriegsmodell als IFA F 8 weitergebaut wurde.
Die Karosserie des F 10 war deutlich moderner als die des letzten Vorkriegsmodells F 8, andererseits aber nicht so fortschrittlich wie die Stromlinienkarosserie des F 9, der – ebenfalls in der Sowjetischen Besatzungszone – als IFA F 9 produziert wurde.
Als 1949 in Ingolstadt die Produktion des DKW-Schnellaster begann, standen auch wieder Neuteile zur Verfügung. Von Dezember 1949 bis August 1950 wurden die Baur-Karosserien deshalb auch für Neufahrzeuge verwendet.
Im August 1950 begann dann die Produktion des ersten Nachkriegs-PKW der Auto Union, des DKW F 89. Dieser kombinierte die Stromlinienkarosserie des F 9 mit dem Zweizylindermotor des F 8. Dem Baur-Modell wurde damit die Grundlage entzogen. Für den Wiederaufbau von Vorkriegswagen waren die Baur-Karosserien aber noch bis 1952 lieferbar.
Insgesamt wurden von Dezember 1949 bis August 1950 196 Neuwagen des F 10 produziert. Hinzu kommen 1110 Karosserien, die für den Wiederaufbau von Vorkriegswagen verwendet wurden.